# Szászfa
Szászfa is een plaats (község) en gemeente in het Hongaarse comitaat Borsod-Abaúj-Zemplén. Szászfa telt 182 inwoners (2001).